# دومينيك كايزر
دومينيك كايزر (بالألمانية: Dominik Kaiser) (16 سبتمبر 1988 ألمانيا - ) هو لاعب كرة قدم ألماني، يلعب كلاعب وسط.

## وصلات خارجية
دومينيك كايزر على موقع قاعدة بيانات كرة القدم.إي يو (الإنجليزية)
- دومينيك كايزر على موقع بيانات كرة القدم. دي إي (الألمانية)
- دومينيك كايزر على موقع Soccerway.com (الإنجليزية)
- دومينيك كايزر على موقع عالم كرة القدم.نت (الإنجليزية)
- دومينيك كايزر على موقع AS.com (الإسبانية)